# Marc Krasner
Pour les articles homonymes, voir Krasner.
Marc Krasner, né le  9 avril 1912 à Odessa et mort le 13 mai 1985 à Paris, est un mathématicien français né en Russie, spécialiste de théorie algébrique des nombres.

## Biographie
Marc Krasner, juif russe, émigre en France à l’âge de seize ans.
Il est le fils d'Isaac Krasner, né le 30 mars 1866 à Odessa, et de Sarah Krasner, née Sarah Wolff le 1er janvier 1877 à Odessa.

### Études
Il soutient sa thèse de doctorat à l'université de Paris en 1935, sous la direction de Jacques Hadamard, intitulée « Sur la théorie de la ramification des idéaux de corps non-galoisiens de nombres algébriques ».

### Enseignement
De 1937 à 1960, il est chercheur au CNRS et, à partir de 1960, professeur à l'université de Clermont-Ferrand. En 1965, il est nommé professeur à l'université Paris VI (devenue université Pierre et Marie Curie) avant d'y devenir professeur émérite en 1980, à sa retraite.
La spécialité de Marc Krasner est l'analyse p-adique. En 1944, il introduit la notion d'espace ultramétrique, dont le corps des nombres p-adiques est un exemple. En 1951, Marc Krasner et Lev Kaloujnine (en) démontrent leur théorème de plongement universel, selon lequel toute extension d'un groupe par un autre est un sous-groupe du produit en couronne. Le célèbre théorème de Krasner, connu partout sous le nom de « lemme de Krasner », relie les structures topologique et algébrique des espaces vectoriels sur les corps locaux.
En 1958, il reçoit le prix Paul Doistau-Émile Blutet de l'Académie des sciences.

### Seconde Guerre mondiale
Les parents de Marc Krasner refusent de se cacher durant l'occupation allemande et sont déportés. Marc Krasner et sa sœur aînée Frederica survivent à la Shoah.
Isaac Krasner (77 ans) et Sarah Krasner (66 ans) sont déportés par le convoi no 49, en date du 2 mars 1943, de Drancy vers Auschwitz. Leur dernière adresse est au 107 rue du Mont-Cenis dans le 18e arrondissement de Paris.
Marc Krasner est enrôlé dans l'armée française jusqu'à l'armistice. Il n'a pas la citoyenneté française et est un Juif russe et est donc en danger. Il réside à Marseille jusqu'en novembre 1942. Il part ensuite pour Clermont-Ferrand puis Grenoble, où il a accès aux bibliothèques et continue son travail. Il est toujours affilié au CNRS. Ayant reçu la Croix de Guerre, il garde son statut de chercheur. Il va ensuite à Nancy.

## Publications choisies
- Marc Krasner, « Les algèbres cylindriques », Bulletin de la Société mathématique de France, t. 86,‎ 1958, p. 315-319 (DOI 10.24033/bsmf.1509, MR 104603, lire en ligne)
- Théorie des corps valués. Année 1953/1954, vol. III, exposés 6 à 19, Paris, Secrétariat mathématique, 1956
- Marc Krasner (éditeur scientifique), Les Tendances géométriques en algèbre et théorie des nombres, Paris, Éditions du CNRS, coll. « Colloques internationaux du CNRS » (no 143), 1966, 258 p. (ISSN 0366-7634, SUDOC 009107843) — Actes d'un colloque organisé à Clermont-Ferrand (2 au 9 Avril 1964) par Marc Krasner.
- avec Mirjana Vuković : Structures paragraduées (groupes, anneaux, modules), vol. 77 (livre), Kingston, Ontario, Queen's University Press, coll. « Queen's Papers in Pure and Applied Mathematics », 1987, 163 p.